# Mirador de la plaça de la Vila (Tordera)
El Mirador de la plaça de la Vila és una obra del municipi de Tordera (Maresme) inclosa en l'Inventari del Patrimoni Arquitectònic de Catalunya.

## Descripció
Es tracta d'un mirador que continua la plaça de la Vila, encarat cap al nord. S'obre vers la Tordera i es pot veure el Montnegre i el Montseny.
Seguint el cantó del carrer de Ferrers hi trobem uns bancs amb jardineres sobre els quals hi ha unes estructures metàl·liques per on s'enreden les glicines, amb figures mòbils que es belluguen delicadament amb el vent.
Seguint la barana de ferro s'arriba a l'extrem oposat, on hi ha una glorieta i un hi ha previst construir una brúixola de coure on el marcarien els sistemes muntanyosos més importants. El mirador és l'única construcció nova dins el projecte de remodelació de la Plaça de la Vila, a sota hi ha unes galeries comercials de recent creació.

## Història
El mirador, com tota la plaça, fou inaugurat el 1987 i és obra de Tomàs Lledós i Bernat, arquitecte de Blanes. En el lloc del mirador hi havia una casa de tes plantes, hom va creure fer el mirador més baix per tal d'aprofitat tota la vista des de l'ample de la plaça.